# Cryptops attemsi
Cryptops attemsi är en mångfotingart som beskrevs av Demange 1963. Cryptops attemsi ingår i släktet Cryptops och familjen Cryptopidae.
Artens utbredningsområde är Uganda. Inga underarter finns listade i Catalogue of Life.